# Börry
Börry ist ein Ortsteil in der Gemeinde Emmerthal im Landkreis Hameln-Pyrmont in Niedersachsen.

## Geografische Lage
Die Ortschaft Börry liegt inmitten des Weserberglands. Durch die Ortschaft fließt die Ilse.

## Gemeindegliederung
Börry ist eine Ortschaft nach dem Niedersächsischen Kommunalverfassungsgesetz, die aus den ehemaligen Gemeinden Bessinghausen, Börry, Brockensen, Esperde, Frenke, Hajen und Latferde besteht und einen gemeinsamen Ortsrat mit sieben Mitgliedern besitzt.

## Archäologie
Berühmt ist Börry als Fundort eines Bronzeeimers mit Jagdfries aus der Römischen Kaiserzeit, er wurde 1835 von einem Bauern auf dem rechten Weserufer beim Pflügen entdeckt. Der aus dem Römischen Reich importierte Eimer diente als Urne eines Brandgrabes und befindet sich heute im Landesmuseum Hannover.

## Geschichte
Der Ort wurde erstmals als „Villa Barigi“ in einer Urkunde des Königs Heinrich II. aus dem Jahr 1004 namentlich erwähnt. Dieser Name erscheint ebenfalls im corveyschen Güterverzeichnis. Im Lauf der Jahrhunderte wandelte sich der Ortsname unter anderem über Borge und Borrje zum heutigen Namen. Im Juni 2004 feierte das Dorf mit der Jahrtausendfeier sein 1000-jähriges Bestehen.

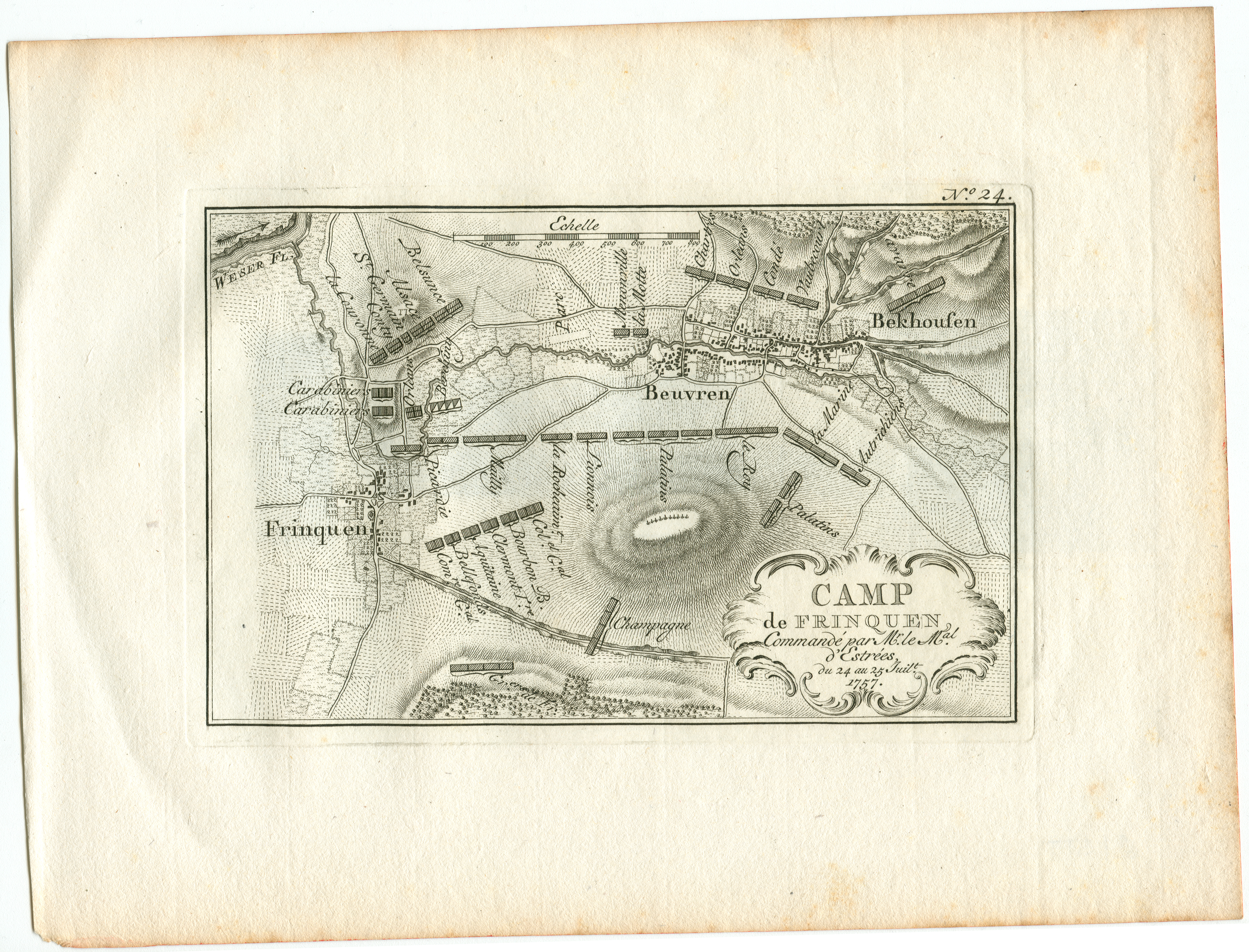
Französische Feldlager bei Frenke und Börry unmittelbar vor der Schlacht von Hastenbeck am 26. Juli 1757; Kupferstich von Jakobus van der Schley

Börry verfügt über zwei Kirchen, nach denen das Dorf in Ober- und Niederbörry unterschieden wird; diese Unterscheidung wurde erstmals 1288 urkundlich erwähnt. Das Pastorat an der Kirche zu Oberbörry war von 1665 bis 1944 verbunden mit der Superintendentur Börry, zuletzt eine Gliederung der 1864 gegründeten Evangelisch-lutherischen Landeskirche Hannovers.
Im Siebenjährigen Krieg überquerten am 16. Juli 1757 die französischen Truppen unter dem Kommando von Marschall d’Estrées die Weser: Vom 24. bis 25. Juli schlugen die Franzosen ihr Feldlager rund um Börry auf, um daraufhin zur Schlacht von Hastenbeck abzuziehen.
Am 19. August 1748 wurden nahezu sämtliche Häuser des Ortes bei einem Großbrand zerstört. Nur drei Gebäude überstanden das Feuer unbeschadet. Seit dieser Zeit wird am 19. August jeden Jahres der „Brandtag“ in Börry gefeiert.
Am 1. Januar 1973 wurde Börry in die neue Gemeinde Emmerthal eingegliedert.

## Kultur und Sehenswürdigkeiten

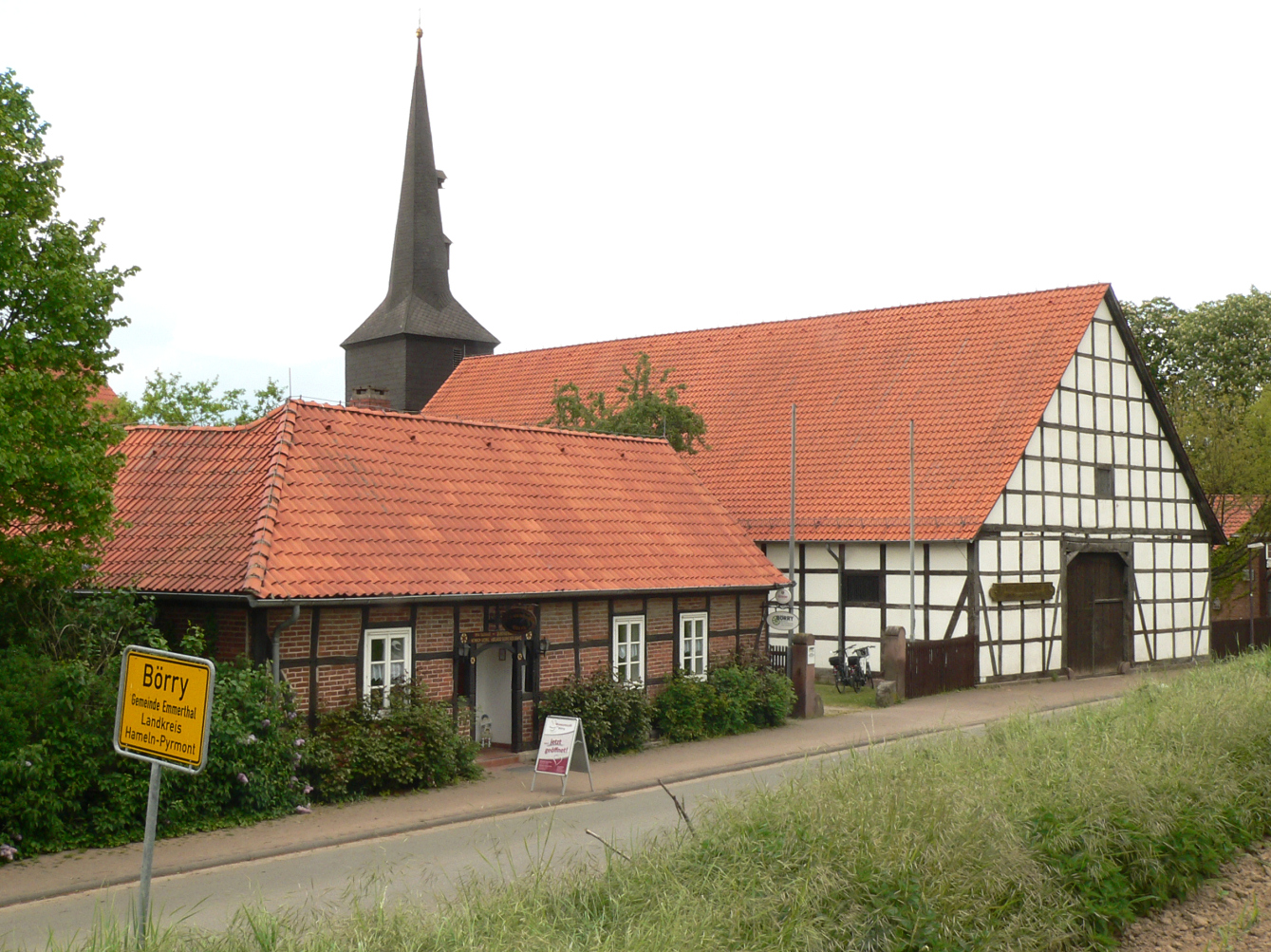
Museum für Landtechnik und Landarbeit (2016)

In Börry vermittelt das Museum für Landtechnik und Landarbeit einen Einblick in das bäuerliche Leben verschiedener Epochen im Landkreis Hameln-Pyrmont. Thematisiert wird der Wandel von der manuellen zu mechanisierten Landwirtschaft. Auf dem Außengelände sind Landmaschinen aus früheren Zeiten ausgestellt.
Der im Jahr 1818 angelegte Jüdische Friedhof Börry liegt am Ortsausgang in Richtung Latferde.